# Leonid Afremov
Leonid Afremov (Vitebsk, União Soviética, 12 de julho de 1955 — Playa del Carmen, México, 19 de agosto de 2019) foi um pintor israelense de origem bielorrussa, conhecido por seus quadros coloridos e alegres e por sua técnica de pintura peculiar:  uso de espátula para pintura com tinta a óleo.

## Biografia

Um quadro de Leonid Afremov

Graduou-se em 1978 na  Escola de arte de Vitebsk, fundada por Marc Chagall em 1921. Afremov é um dos mais notáveis membros da escola, assim como Kazimir Malevich e Wassily Kandinsky. Viveu trinta e cinco anos na União Soviética, onde trabalhava pintando pôsteres de propaganda para o governo comunista. Descontente por ter o governo lhe ditando o que e como pintar, mudou-se para Israel em 1990.
Em Israel, conseguiu, em duas semanas, um emprego em uma agência de publicidade, pintando outdoors. Pouco antes de uma exposição, invadiram, roubaram e vandalizaram seu estúdio. Sua obra foi mal recebida: as pinturas de homens e mulheres nus chocaram a sociedade, assim como a representação de músicos de jazz negros foi mal vista por quem julgava que o artista deveria representar israelenses. Ademais, criminado por não ser um israelense nato de modo que, em 2001, migrou para os Estados Unidos da América.
Nos Estados Unidos, viveu primeiramente em Nova Iorque, onde alcançou grande sucesso. Seus quadros são expostos lado a lado com artistas como Rembrandt. Suas obras são expostas em mais de sessenta galerias da Nova Zelândia, Austrália, África prejudicando seu trabalho, tornando-o mais sombrio e menos vívido.
Leonid é casado, sua esposa chama-se Inna. Têm dois filhos, David e Boris.
Com seus 62 anos, Leonid opta por ter alunos e aprendizes, que os auxilia a criar recreações, segundo Leonid, ele já envelheceu e precisa produzir mais, com a ajuda de seus alunos. eles o ajudam a fazer desenhos a lápis e o plano de fundo e então terminar a peça com todos os detalhes.
Faleceu em 19 de agosto de 2019, aos 64 anos, de parada cardíaca. Sua morte foi anunciada no dia seguinte pelo seu filho em sua página do Facebook. Foi descrito por ele como "o melhor pai, avô e marido", e um "grande artista, que dedicou a vida inteira à arte, desde os três anos de idade até seus momentos finais".

## Estilo
Leonid possuía um amor pela arte e pela forma de expressão que a pintura permite, seus quadros chamam atenção pelas cores vibrantes, pelo uso de tintas a óleo e pelo seu modo com que pintava suas telas, usando uma pequena espátula. Leonid Afremov divulgava suas pinturas em exposições e por meio das redes sociais.
Leonid costumava fazer pinturas originais a óleo, cidades urbanas e campos, retratava também animais, estações do ano, pessoas, flores, músicas; pessoas com instrumentos dando a sensação da música sair de dentro da tela, e danças, tais como, ballet e tango.
Suas pinturas custam no mínimo $109 dólares e chegam a passar mais de $11000.00 dólares 
Leonid é conhecido por usar uma técnica pouco usual de pintura. Pintava seus quadros não com pincéis, mas com espátulas. 
Suas pinturas descritas como "positivas" e "alegres". Seus quadros são geralmente muito luminosos e coloridos.

## Algumas exposições
- 1977 Students' Anniversary, Vitebsk
- 1990 Soviet Artists' Union, Vitebsk
- 1989 Judaica Paintings, Moscou
- 1991 Amaliya Arbel Art Gallery, Rishon Lezion, Israel
- 1992 Judaica Paintings, Ramat Gan Museum
- 1994 Judaica Paintings, Museu de Arte de Telavive, Telavive
- 1997 Anniversary Exhibition, Museu de Asdode
- 1994 Lapid Art Gallery, Asdode
- 1995 Dilon Art Gallery, Jafa
- 1998 Opera House Art Gallery, Telavive
- 1999 Ofir Art Gallery, Ramat Aviv, Telavive